# Farvel til våbnene (film)
Farvel til våbnene (originaltitel A Farewell to Arms) er en amerikansk romantisk dramafilm fra 1932. Filmen er instrueret af Frank Borzage og har Helen Hayes, Gary Cooper og Adolphe Menjou i hovedrollerne. Manuskriptet blev skrevet af Oliver H. P. Garrett og Benjamin Glazer, baseret på romanen Farvel til våbnene af Ernest Hemingway. 
Filmen handler om en tragisk romantisk affære mellem en amerikansk ambulanceredder og en engelsk sygeplejerske i Italien under første verdenskrig. Filmen modtog en Oscar for bedste fotografering og bedste lydoptagelse, og var nomineret til bedste film og bedste scenografi.